# 가고시마현 제2구
가고시마현 제2구(鹿児島県 第2区)는 일본의 중의원 선거구이다. 1994년 공직선거법으로 신설되었다.

## 지역
- 가고시마시 일부
- 마쿠라자키시
- 이부스키시
- 미나미사쓰마시
- 아마미시
- 미나미큐슈시
- 오시마 군